# 真実の剣
『真実の剣』（しんじつのけん、The Sword of Truth）シリーズは、テリー・グッドカインド著の長編ファンタジー小説。シリーズ作品は全11冊（全11部）。日本語訳書は原著1冊分を分冊して刊行されている。2023年7月現在、ハヤカワ文庫から第8部まで出版されている。

## 主要な登場人物
リチャード・ラール（Richard Rahl）
主人公。「真実の剣」の使い手、探求者、戦いの魔導士。魔道士の掟ではリチャード・サイファー
カーラン・アムネル（Kahlan Amnell）
聴罪師長。
ゼディクス・ズール・ゾランダー（Zeddicus Zu'l Zorander）
通称・ゼッド。第一級魔導師。
エイディ（Adie）
通称・骨の女。呪術師。
ニッキ（Nicci）
闇の信徒。リチャードにより改心する。非常に強力な呪術師である。
アナリナ・アルデュレン（Annalina Aldurren）
通称アン。光の信徒の前院長。
ヴァーナ（Verna）
光の信徒の院長。ウォレンと結婚した。
ネイサン・ラール（Nathan Rahl）
予見師。リチャードの祖先。予見師の宮殿に幽閉されていたが、脱出後人民の宮殿に居を構えている。
カラ（Cara）
モルド・シス。リチャードの護衛を務めている。
ダークン・ラール（Darken Rahl）
魔王と呼ばれる男。
ジャガン（Jagang）
夢魔、至高秩序団のリーダー。
ニコラス（Nicholas）
スライド。三千年ぶりに闇の信徒によって作り出された。
ジェンセン・ラール（Jennsen Rahl）
ダークン・ラールの私生児。ラール卿から追われていると信じていた。才を持っていない。
セバスチャン（Sebastian）
旧世界から来た男。ジェンセンの旅の同伴者となる。秩序団の参謀。
ショータ（Shota）
魔女。予言を見ることができる。
ウォレン（Warren）
予見の才を持つ魔導士。

## 主要な都市
ハートランド
ウェストランドに存在する。リチャードの生まれ故郷。
アイディンドリル
ミッドランズの中心地。聴罪師の宮殿、魔導士の砦が存在する。
人民の宮殿
ダーラの中心部。
タニムラ
旧世界にある。光の信徒の本拠地である予見師の宮殿が存在する。
アルトゥラング
旧世界南部に位置する、皇帝ジャガンの出身地。
バンダカラン
旧世界南部に存在する、才を持たないもの達の国。境によって閉ざされていた。

## 作品リスト

### 原書
- Wizard's First Rule（1994年）
- Stone of Tears（1995年）
1996年度ローカス賞受賞。
- Blood of the Fold（1996年）
1997年度ローカス賞受賞。
- Temple of the Winds（1997年）
- Soul of the Fire（1999年）
- Faith of the Fallen（2000年）
- The Pillars of Creation（2001年）
- Naked Empire（2003年）
- Chainfire（2005年）
- Phantom（2006年）
- Confessor（2007年）

### 日本語訳
ハヤカワ文庫FTより刊行されている。訳は佐田千織、表紙と挿絵は羽住都。
- 魔道士の掟（Wizard's First Rule）（第1部）
  1. 探求者の誓い（2001年8月31日発行 ISBN 4-15-020295-8）
  2. 魔法の地へ（2001年9月15日発行 ISBN 4-15-020297-4）
  3. 裏切りの予言（2001年10月31日発行 ISBN 4-15-020299-0）
  4. 結ばれぬ宿命（2001年11月15日発行 ISBN 4-15-020301-6）
  5. 白く輝く剣（2001年12月15日発行 ISBN 4-15-020303-2）
- 魔石の伝説（Stone of Tears）（第2部）
  1. 冥界からの急襲（2002年2月15日発行 ISBN 4-15-020305-9）
  2. 光の信徒（2002年4月30日発行 ISBN 4-15-020310-5）
  3. 魔道士の務め（2002年6月30日発行 ISBN 4-15-020315-6）
  4. エイビニシアの虐殺（2002年8月31日発行 ISBN 4-15-020320-2）
  5. 総司令官カーラン（2002年10月31日発行 ISBN 4-15-020324-5）
  6. 予見師の宮殿（2002年12月31日発行 ISBN 4-15-020328-8）
  7. 霊たちへの祈り（2003年2月28日発行 ISBN 4-15-020332-6）
- 魔都の聖戦（Blood of the Fold）（第3部）
  1. 大将軍の野望（2003年5月15日発行 ISBN 4-15-020336-9）
  2. 夢魔の暗躍（2003年7月31日発行 ISBN 4-15-020341-5）
  3. 密使ムリスウィズ（2003年9月30日発行 ISBN 4-15-020345-8）
  4. 永遠の絆（2003年11月30日発行 ISBN 4-15-020349-0）
- 魔界の神殿（Temple of the Winds）（第4部）
  1. 運命の予言（2004年3月24日発行 ISBN 4-15-020359-8）
  2. 赤い月（2004年5月25日発行 ISBN 4-15-020363-6）
  3. 死せる子どもたち（2004年7月22日発行 ISBN 4-15-020368-7）
  4. 風を探して（2004年9月30日発行 ISBN 4-15-020370-9）
  5. 奇跡の呪文（2004年11月30日発行 ISBN 4-15-020374-1）
- 魔道士の魂（Soul of the Fire）（第5部）
  1. 消えゆく魔法（2005年4月30日発行 ISBN 4-15-020385-7）
  2. 不穏な再会（2005年7月15日発行 ISBN 4-15-020390-3）
  3. ダルトンの策略（2005年8月31日発行 ISBN 4-15-020396-2）
  4. 奪われた剣（2005年10月31日発行 ISBN 4-15-020401-2）
  5. 魂の召喚（2005年12月15日発行 ISBN 4-15-020406-3）
- 魔教の黙示（Faith of the Fallen）（第6部）
  1. ラール卿帰還せず（2006年6月30日発行 ISBN 4-15-020417-9）
  2. 忘却のかなたへ（2006年8月31日発行 ISBN 4-15-020421-7）
  3. 戦争と結婚（2006年10月31日発行 ISBN 4-15-020427-6）
  4. 希望の消えた町（2006年12月15日発行 ISBN 4-15-020432-2）
  5. 自由を求めて（2007年2月28日発行 ISBN 978-4-15-020437-2）
- 魔帝の血脈（Pillars of Creation）（第7部）
  1. 悲劇の子ら（2007年8月25日発行 ISBN 978-4-15-020447-1）
  2. 沼地の呪術師（2007年10月25日発行 ISBN 978-4-15-020453-2）
  3. 復讐をささやく声（2007年12月15日発行 ISBN 978-4-15-020457-0）
  4. 宿命の邂逅（2008年2月25日発行 ISBN 978-4-15-020461-7）
- 魔宮の凶鳥（Naked Empire）（第8部）
  1. 砂塵のなかの影（2008年10月23日発行 ISBN 978-4-15-020480-8）
  2. 選ばれた民（2008年12月25日発行 ISBN 978-4-15-020484-6）
  3. 警告の砂時計（2009年2月25日発行 ISBN 978-4-15-020490-7）
  4. 三つの解毒剤（2009年4月28日発行 ISBN 978-4150204945）
  5. 戦いの決意（2009年6月10日発行 ISBN 978-4150204976）